# Szent Grál

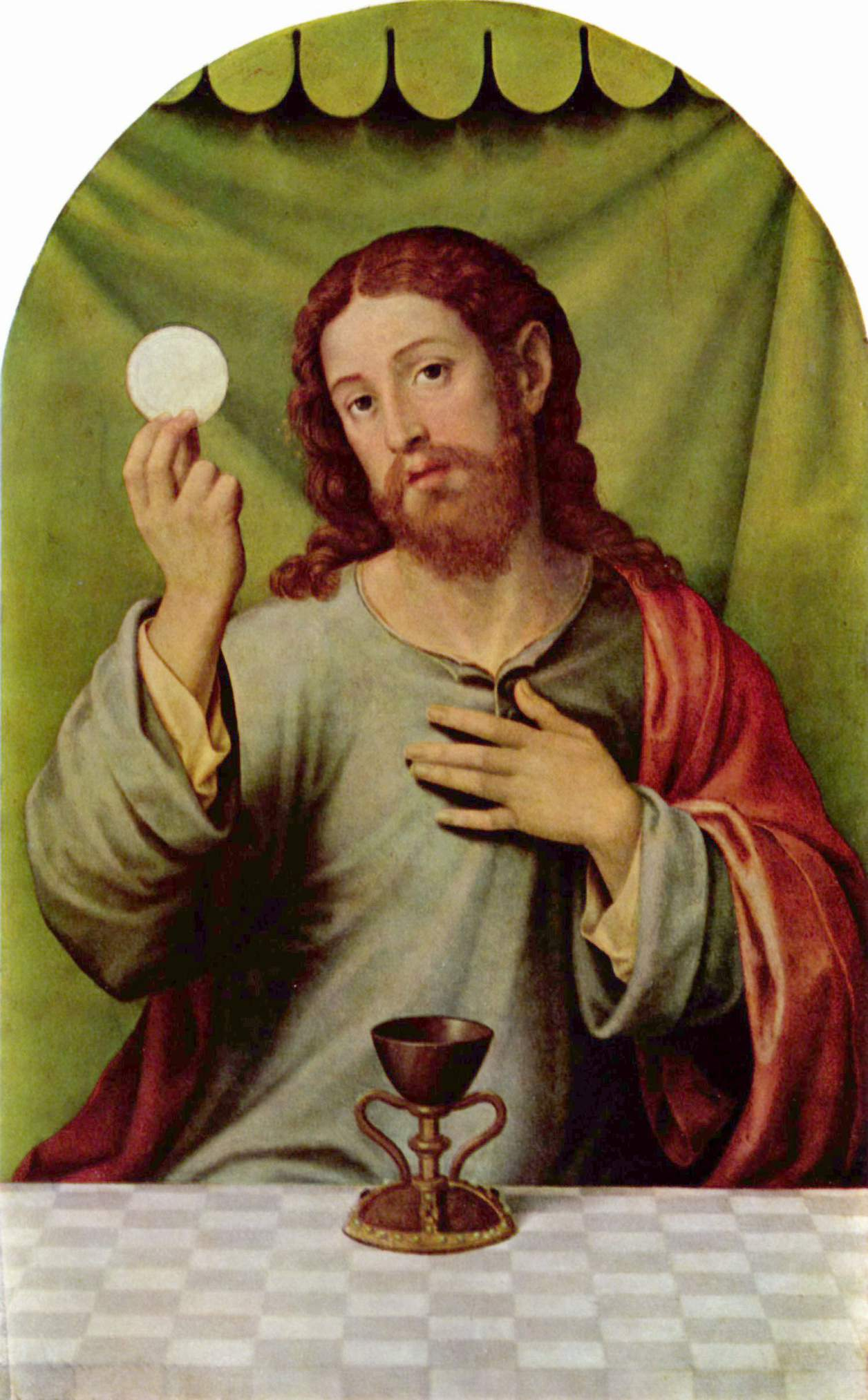
Vicente Juan Masip festménye a Grál-kehelyről

A Szent Grál (röviden Grál) egy közismert középkori legenda, az Artúr-mondakör egyik legfontosabb része.
A kelta mondakört át és átszövik azok a történetek, melyek a Szent Grál kereséséreirányulnak. Merlin küldött egy üzenetet Arthur részére, miszerint egy lovag fogja megtalálni a Szent Grált. Ennek hatására indultak el a lovagok, hogy megtalálják a kelyhet, minek folyamán rengeteg kalandot éltek át.
Hogy mi is a Grál, azt nem egyszerű meghatározni. A Brockhaus-Enzyklopädie szerint az Artúr- és Parzival-mondakörhöz kapcsolható középkori költemények titokzatos, szent tárgya, ami a birtoklójának földi és égi szerencsét (és boldogságot) kölcsönöz. A Grált csak a kiválasztott személy találhatja meg, ám sosem mutatkozik meg olyan formában, hogy származása és formája pontosan meghatározható legyen. Chrétien de Troyes-nál és Robert de Boronnál egy edény, amibe Arimathiai József felfogta Jézus vérét. Wolfram von Eschenbach Parsivaljában a Grál egy csodálatos erejű kő, amit a magányos Munsalvaesche várában őriznek, és csak az arra méltó találhatja meg.

## Kialakulása
A monda őskeresztény, kelta és keleti eredetű elemeket tartalmaz. Több megjelenési formája szerepel az irodalomban: kehely, tál, drágakő, illetve az ezoterikus irodalomban szimbóluma valaminek.
Nem kanonizált (apokrif) iratok szerint a Grál abból a smaragdból készült, amely Lucifer koronájából hullott ki, amikor az Úr a mennyből letaszította. Később a Grálba folyt a keresztre feszített Krisztus vére.
Más források szerint az edény jáspisból van, és aki belőle iszik (esetleg csak látja), örökké fiatal marad. Mai ismert formája a 11. század végén, a Mária-kultusszal egyidőben alakult ki.

## A Szent Grál az apokrif iratokban
Jézus ebből a kehelyből ivott az utolsó vacsorán, és keresztrefeszítése után Arimathiai József ebbe fogta fel a sebeiből kifolyó vért. Arimathiai Józsefet a feltámadás után megvádolták a holttest eltulajdonításával, börtönbe zárták, étlen-szomjan tartották, de ő mégis életben maradt, mert táplálékát a Szent Grál biztosította, amelynek őrzője volt. Egyesek Nikodémosz apokrif evangéliumára hivatkoznak, ám annak szövegében a Grál nem található meg. Arimathiai József személyéhez a kehely valójában a már említett Robert de Boron révén kapcsolódott a középkor folyamán.
Egy másik legenda szerint Jézus feltámadása után a Grált angyalok tartották ég és föld között, majd a templomos lovagok őrizték a Megváltás hegyén.

## A Grál az irodalomban

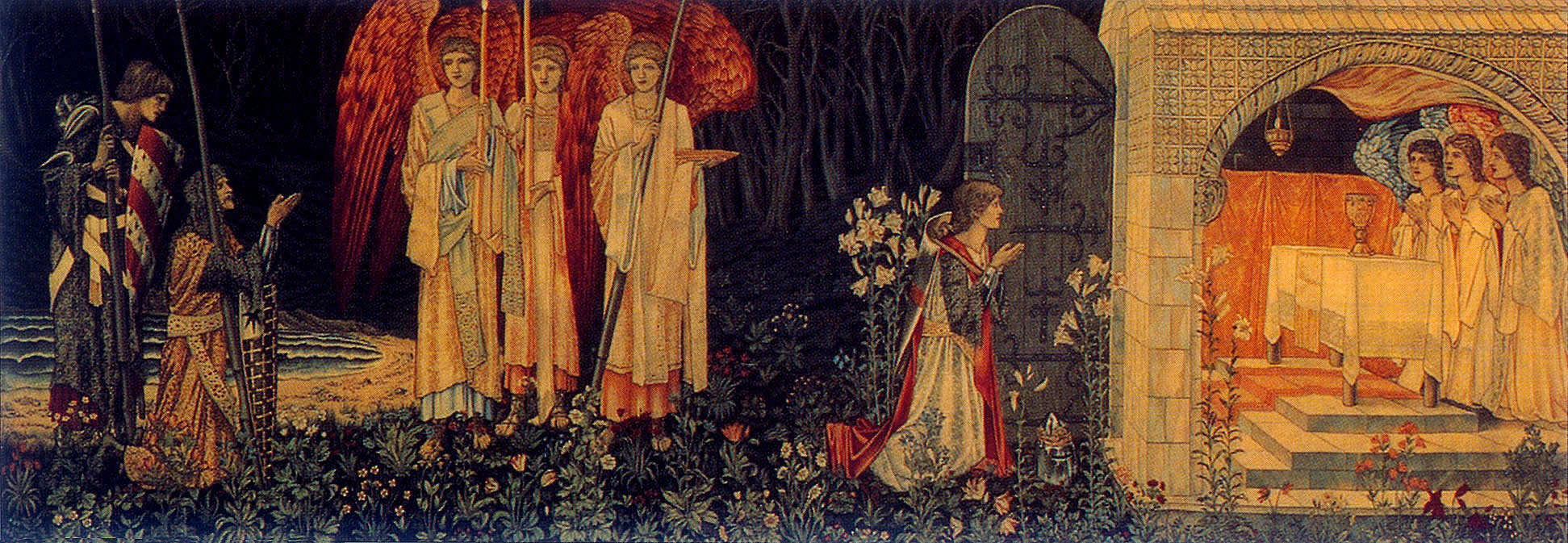
William Morris: Vision of the Holy Grail

A Grál mítosza megtalálható regényekben és krónikákban egyaránt.

### Regények
- Chrétien de Troyes: Perceval (A Grál meséje)
- A Grál fenséges könyve (Perlesvaus)
- Wolfram von Eschenbach: Parzival
- Parceval’s Saga
- Peredur
- Sir Perceval of Galles
- Albrecht von Scharfenberg: Jüngerer Titurel
- François Rabelais: Le cinquième livre (Az ötödik könyv)

#### Perceval (A Grál meséje)
Ez Chrétien de Troyes ötödik, egyben utolsó, befejezetlen regénye. Ebben jelenik meg a világirodalomban elsőként a Grál szimbóluma, valószínűleg Chrétien találmánya. Nyelve az ófrancia, több középkori adaptációja (walesi, angol, középfelnémet, ónorvég nyelveken) és számos folytatása, átírása létezik.

##### Cselekmény
A történet az ifjú Percivalról szól, aki anyjával él az erdőben, elzárva a lovagi élettől. Anyja így akarja megóvni őt a haláltól, amit apja és testvérei lovagként szenvedtek el. Egy nap Percival lovagokkal találkozik az erdőben, akiket angyaloknak hisz. Amikor megtudja, hogy ők Artúr király lovagjai, eldönti, hogy elmegy a király udvarába.

##### A Grál a regényben
Chrétien regényében a Grál egy díszes kehely, mely Krisztus passiójának több más kellékével tűnik fel a színen Percival szeme előtt a Halászkirály kastélyában.

#### Parzival
Wolfram von Eschenbach regényében Parzival lovag Munsalvaesche-ben, Amfortasnak, a Halászkirálynak várában száll meg, aki nagyon elgyötört és beteg volt. A Grállal ekkor találkozhatunk legelőször a történetben, majd Parzival továbbáll. Útja során találkozik egy remetével, aki elmeséli neki a Grál igaz történetét.

##### A Grál a regényben
Eschenbach művében a hőn áhított Grál egy kő, amely életerőt és ifjúságot ad. Nagypéntek napján egy galamb ostyát helyez a kőre, ezáltal paradicsomi bőség, ételek-italok tömkelege jelenik meg a kövön. Felső peremén megjelenik egy írás: annak a neve, akit a Grál magához hív. Isten arkangyalokat rendelt a Grál őrzésére. Továbbá a Grál tiltja az önhittséget, és alázatot követel.

#### Parceval’s Saga
A Parceval’s Saga, több más történettel együtt egy német nyelvű gyűjteményben található, melyet Eugen Kölbing (1846-1899) szerkesztett, alkotott meg. Parceval történetének megírása Riddarasögur nevéhez fűződik. 

##### Cselekmény
Parceval egyetlen gyermeke volt szüleinek, akikkel a vadonban élt. Apját – aki íjászkodásra és kardvívásra tanította – tizenkét éves korában elvesztette. Parceval éppen vadászott, mikor találkozott öt lovaggal, akik hatására ő is lovaggá szeretett volna válni. Anyja eleinte ellenezte döntését, de amikor látta, hogy fia elhatározása komoly, a lovagi élethez elengedhetetlen tanácsokkal látta el. Artúr királyhoz tartó útján különböző kalandokba keveredett, többek között találkozott a Vörös Lovaggal, aki egy arany serleget vitt jobb kezében. Amikor Parceval elért a király udvarába, kiderült, hogy a Vörös Lovag amellett, hogy a serleget eltulajdonította, még a királynőt is szörnyű szégyenbe hozta azzal, hogy a bort az arcára öntötte. Szükség volt egy lovagra, aki kiáll ellene és erre a feladatra maga Parceval jelentkezett. 

##### A Grál a regényben
A Grál egy aranyserleg formájában realizálódik a történetben. Kis tárgy, amely elfér egy lovag kezében, hordozása nem okoz nehézséget. Az angol szövegben a ’goblet’ kifejezéssel illetik és ennél többet nem is tudunk meg róla, a mű még misztikus erejéről sem ad információt.

#### Peredur
Ez a 13. századi walesi nyelven írt regény Chrétien de Troyes Perceval (A Grál meséje) című regényének fordítása és átdolgozása. Két másik művével együtt a Mabinogion című gyűjtemény egyik kéziratában. Peredur Perceval kelta megfelelője. 

##### A Grál a regényben
Érdekes módon a Grál nem szerepel ebben a regényben. A Grál-kastélyában tett látogatás motívuma megmarad, de a Grál jelenését csak úgy említi a regény, mint a vérző lándzsa és más csodák felbukkanását.

#### Sir Perceval of Galles
A Sir Perceval of Galles egy XIV. századi regény, egyben az első Chrétien de Troyes utáni brit feldolgozása a Conte de Graalban található Perceval-cselekménynek és merően elüt a korábban megismert eseménysorozattól. A tartalmi eltávolodás teszi lehetővé, hogy a szerző parodisztikus elemeket illesszen bele a történetbe, amivel lényegében görbe tükröt állít a regény műfajának.

##### A Grál a regényben
A Sir Perceval of Galles a legellentmondásosabb grálregény, hiszen a Grál lényegében helyet sem kap benne. A cselekmény csupán a Vörös Lovagnál tesz említést a Grálról, mint talpas pohárról, amit a lovag ellopott Artúrtól. Ebben a feldolgozásban Perceval életében a Grál csak valódi lovaggá válásának első szakaszának fordulóját jelenti.

#### Jüngerer Titurel
A Jüngerer Titurel 1260 és 1273 közé datálható verses középfelnémet grálregény, melynek szerzője Albrecht von Scharfenberg. A mű korának legnépszerűbb könyvei közé tartozott, formája (Titurel-strófa) és történetei később több középkori regénynek is alapul szolgáltak. Legérdekesebbnek tartott és legvizsgáltabb részei a Grálhoz kapcsolódó és a Gráltemplom építéséről szóló versszakok. A regény leírja a teljes grálnemzetséget és tagjainak kalandjait.
Albrecht regényének címe visszavezethető Wolfram von Eschenbach Titurel-töredékeire. Sokáig kérdéses volt az újabb mű szerzőjének kiléte is, hiszen írója Wolfram nevében írta a történetet. A Jüngerer Titurel a wolframi töredékek feldolgozása és kiegészítése.  

##### A Grál és Gráltemplom a regényben
A Grál csak a kiválasztottaknak mutatja meg magát. Titurel szüleinek egy angyal jelenik meg, aki elmondja, hogy a gyermeknek tisztának, nemesnek kell lennie, lovagi életet kell élnie, s ennek eredményeként megjelenik majd neki az angyalok serege és a Grál. Ő lesz a lovagkor ideálképe és ezáltal a Grál kiválasztottja is, az első Grálkirály. A Grál birodalmában élőket a Grál óvja és mindent megad nekik, Titurelnek pedig új életet szerez. Az ifjú lovag feladata megépíteni a Gráltemplomot, ahova majd Parsifal jöhet, és ahol fel kell tennie a kérdést a kastély szomorú urának.A Gráltemplomot Albrecht Salamon templomához hasonlítja

#### Le cinquième livre (Az ötödik könyv)
François Rabelais Ötödik könyvében szintén egy paródiát olvashatunk a Grálról és annak felkeresésének történetéről. 
Pantagruel és társai különböző kalandokat élnek át, míg megtalálják a Szent Butykost (azaz a Grált). A történet előrehaladtával más és más szigetekre érkeznek, ahol hosszabb-rövidebb időt töltenek el. 

##### A Grál a regényben
A Grál Rabelais-nél parodizálva jelenik meg, Szent Butykosnak (Holy Bottle) nevezi és az életörömöt, az ivást képviseli. Erre már akkor következtetni lehet, amikor Panurge és barátai elindulnak a Butykoshoz és ahogy a Gráltemplomhoz mentek, mindenhol Bacchushoz köthető motívumokkal találkoznak. A Grál jelenesetben egy butykos, amely külseje tiszta, finom kristállyal borított, egyedül a nyílása nincs befedve. Panurge kérdésére halk zümmögéssel felel, amit a papnő egy szertartás keretében megmagyaráz: egy ezüst könyvet ad Panurge-nek, melyet le kell nyelnie, ám közben az borrá változik. Így kiderül, hogy a Butykos válasza a kérdésre: Igyál!

### Krónikák

#### A glastonbury-i krónika (The Chronicle of Glastonbury)
A 14. században készült el az apátság latin nyelvű krónikája, melynek szerzője egy bizonyos John of Glastonbury, aki vélhetően az apátság egyik szerzetese volt. A Krónika teljes anyagát hét különböző kéziratból sikerült összeállítani, egészében nem maradt fenn. Teljes címe Cronica sive antiquitates Glastoniensis Ecclesie. A krónikának van egy leltár jellegű és egy történelmi része.

##### A Grál a krónikában
A Krónika beszámol róla, hogy a Grált Arimathiai József mellé temették el Glastonburyben.
Közülük talán Eschenbach Parzival (Parsifal) c. költeménye a legismertebb, mely alapja volt Richard Wagner operája szövegkönyvének is.

## A Grál a Parsifal-legendában

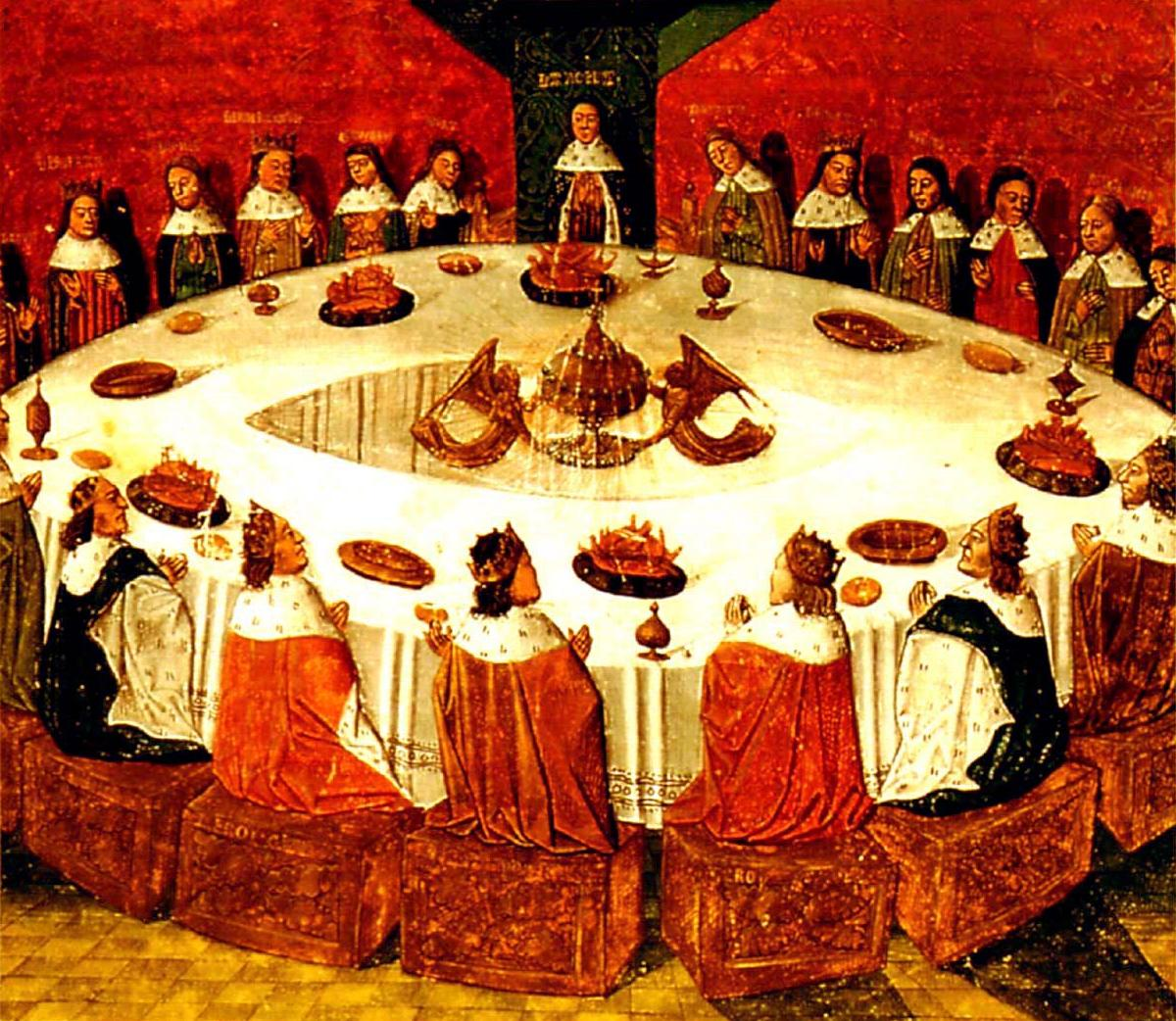
Arthur király és a Kerek Asztal lovagjai (14. századi francia ábrázolás)

A Grált az Üdvösség Hegyén épült vártemplomban őrzik a Grál-lovagok, papkirályuk vezetése alatt. A király azonban sebesült, súlyos beteg, sem meggyógyulni, sem meghalni nem tud. Birodalmából pusztaság lett, átokfölde, ahol a folyók kiapadnak, az aszályban minden elszikkad. A kastélyba érkezik a naiv, bárdolatlan ifjú Parsifal. Arra tanították, hogy nem illik kérdezősködni, és így, noha vacsora közben többször megjelenik egy gyönyörű lány, kezében drágakövekkel kirakott kehellyel – ami maga a Grál, melyből ragyogó fény árad – Parsifal hallgat. Nem kérdezi meg, hogy kit vagy mit szolgál a Grál és hogy milyen betegségben szenved a király.
Elhagyja a kastélyt. Megtudja, hogy ha feltette volna a helyes kérdéseket, meggyógyult volna a sebzett király, és ebből sok jó származott volna. Bűnbánóan világgá megy, öt évig bolyong, sok hőstettet hajt végre, de a Grál kastélyba nem talál vissza és a lelkét is majdnem elveszti. Egy szent életű remete felszólítja, hogy szolgálja embertársait, mire a hős elkerül Arthur király udvarába, és csatlakozik a Kerek Asztal lovagjaihoz.
Újabb bolyongás után két társával eljut a sebesült király és a Grál otthonába, fölteszi a helyes kérdéseket, a király sebe összeforr, majd békésen meghal. Kiaszott, puszta birodalmában újra víz árad a folyókba, termékeny lesz a föld, a Grált pedig egy mennyei kéz felviszi az égbe.
A Római Birodalom előtti ősi európai (kelta) és keleti kultúrkör érintkezése és kölcsönhatása jórészt még feltáratlan. A Grál-legenda keletkezésének megértése közelebb viheti a ma emberét ezeknek a kölcsönhatásoknak a feltárásában.

## A Grál-kastély

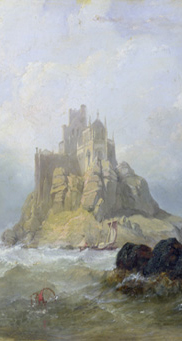
W. C. Stanfield: Szent Mihály hegye

A Grál templomát (kastélyát) Scharfenberg legendája szerint Titurel építette.  Archiválva 2007. július 1-i dátummal a Wayback Machine-ben
A Grál-kastélyt – egyértelmű meghatározás hiányában – az utókor több helyre próbálta elhelyezni. A templomosokkal való kapcsolat, főleg Eschenbach olvasatában, behatárolja a lehetséges helyszínt.
A felmerült helyszínek:
- Glastonbury, Anglia
- Szent Mihály hegye, Cornwall
- Montségur vára, francia Pireneusok
- Montsalvat mondai vára, valahol a spanyol Pireneusokban (valószínűleg az ugyancsak rejtélyekkel teli, de valóságos Montserratról mintázták)
- Borostyánkő, akkoriban az volt a templomosok egyik utolsó végvára.[forrás?]

## Magyar kapcsolatok
A legendák szerint Nagy Lajos királyunk kapcsolatban állt a Grállal. A pálosokhoz való kapcsolata ismert, ők hazánkban egyedül tartották számon Arimathiai József ünnepét.

## Megjelenése a kultúrában
Egy spekulatív elmélet szerint a Szent Grál francia megfejtése „sang royal", vagy "sang real”, vagyis királyi vér. A monda szerint Jézusnak Mária Magdolnától gyereke született, aki anyjával együtt Galliába vetődött, és az ő utódai lettek a frank királyok.
E legenda ellenére Kis Pippin frank majordomus, 751-ben, a frank nemesek, Zakariás pápa és a rá hallgató Szent Bonifác segítségével, nem átallotta letaszítani a trónról III. Childerichet, az utolsó Meroving királyt.
A Szent Grál titkát a Bullion Frigyes, francia király által alapított Sion-rend is magáénak vallja.
A mítoszt több könyv és film is feldolgozta. A legismertebb ezek közül Dan Brown új keletű, nagy sikerű regénye A Da Vinci-kód (2003), melyet 2006-ban azonos címmel filmesítettek meg. A Szent Grál keresése áll Steven Spielberg Indiana Jones és az utolsó kereszteslovag (1989) című filmjének középpontjában. A téma szellemiségének legvalóságosabb feldolgozását John Boorman Excalibur (1981) című filmje adja, mely a történelmi hiteltelenségek ellenére tulajdonképpen különböző források harmonikus idealizálása. Az angol abszurd humor leghíresebb társulata, a Monty Python is feldolgozta a mítoszt Gyalog galopp (Monty Python and the Holy Grail) címmel egész estés vígjátékban, 1975-ben.
A Szent Grál, mint varázstárgy, felbukkan a Sailor Moon című animében, mint olyasvalami, ami akkora erővel bír, hogy gonosz kezekbe kerülve képes lehet a világ elpusztításában segédkezni, a megfelelő személy kezében azonban a gonosz legyőzésének eszköze.

## Szépirodalmi feldolgozások magyarul
- A Grállovagok. Parszivál, Artusz, Gawan, Lanzelot és Lohengrin története ősköltemény; XI-XIII. századbeli brit, ófrancia és német eposzokból és lovagregényekből összeáll., ford. Nagy Gyula; Győregyházmegyei Alap Ny., Győr, 1927
- Thomas Malory: Arthur királynak és vitézeinek, a Kerek Asztal lovagjainak históriája; vál., utószó Kretzoi Miklósné, ford. Tellér Gyula; Magyar Helikon–Európa, Budapest, 1970
- Kaposi Tamás: Történetek a Szent Grálról és a Kerek Asztal lovagjairól; Agapé, Novi Sad, 1998 (Juventus)
- A grállovagok. Parszivál, Artusz, Gawan és Lanzelot története ősköltemény; XI-XIII. századbeli brit, ófrancia és német eposzokból és lovagregényekből összeáll., ford. Nagy Gyula; 2. átdolg. kiad.; CRC, Debrecen, 2001
- Angela Cerinotti: A grál. Artúr király, Parsifal és a lovagok...; Alexandra, Pécs, 2002 (Legendák atlasza)
- A Szent Grál felkutatása; ford. Jeney Zoltán; L'Harmattan–Könyvpont, Bp., 2017
- Chrétien de Troyes: Perceval, avagy A Szent Grál története; ford. Tótfalusi Ágnes; L'Harmattan–Könyvpont, Bp., 2022
- Chrétien de Troyes: Perceval avagy a Grál meséje; ford. Vaskó Péter; Prae Kiadó, Bp., 2023

## Ajánlott irodalom

### Magyarul
- H. Boros Vilma: Parszifál (Bp., é.n. 1945 előtt)
- Germán, kelta regék és mondák (Bp., 1965, 1982)
- Werner Heiduczek: Parszifál (Bp., 1978)
- Vámosi Nagy István: Merlin, a bárd és Wagner, a zeneköltő (Szeged, 1984; 1985)
- Heinrich Teutschmann: A Grál (Bp., é.n., magánkiadás)
- Parsifal a XXI. század embere (Arkánum Szellemi Iskola, 2003) Wolfram von Eschenbach művének prózai fordítása. A könyv elő- és utószava  Archiválva 2007. szeptember 27-i dátummal a Wayback Machine-ben
- Wolfram von Eschenbach: Parzival (Kláris, 2004)
- Bunyevácz Zsuzsa: A Szent Grál üzenete – Az eltitkolt magyar vonatkozások (Alexandra, 2007) (könyvismertető)
- Michael Hesemann: A Szent Grál felfedezése (Bp., 2013)
- Littleton, C. S. és Malcor, L. A. (2005): Az Arthur királyról, a Kerekasztal lovagjairól és a Szent Grálról szóló legendák eredetének radikális felülvizsgálata. Debrecen.
- Ronan Coghlan: Az Arthur mondakör és a Grál misztérium enciklopédiája; ford. Kolláth Adrienn; Hermit, Miskolc, 2003

### Angolul
- Littleton, C. S. and Malcor, L. A. (2000): From Scythia to Camelot. A Radical Reassessment of the Legends of King Arthur, the Knights of the Round Table, and the Holy Grail. Garland reference library of the humanities. Vol. 1795. New York.

### Németül
- W. J. Stein: Weltgeschichte im Lichte des heiligen Gral (1927)
- W. J. Stein: Das achte ökumenische Konzil und die Geschichte vom heiligen Gral